# Bactrocythara
Bactrocythara is een geslacht van weekdieren uit de klasse van de Gastropoda (slakken).

## Soorten
- Bactrocythara agachada Rolán, Otero-Schmitt & Fernandes, 1994
- Bactrocythara asarca (Dall & Simpson, 1901)
- Bactrocythara candeana (d'Orbigny, 1847)
- Bactrocythara cryera (Dall, 1927)
- Bactrocythara haullevillei (Dautzenberg, 1912)
- Bactrocythara labiosa (E. A. Smith, 1872)